# Daan Rots
Daan Rots (Groenlo, 25 luglio 2001) è un calciatore olandese, attaccante del Twente.

## Biografia
È fratello maggiore di Mats Rots, anch'egli calciatore professionista.

## Caratteristiche tecniche
Ala destra mancina di piede, rapida e abile nel dribbling. Pur essendo mancino viene schierato sulla destra grazie alla sua capacità di rientrare sul suo piede forte cercando la serpentina o la conclusione in porta.

## Carriera
Cresciuto nel settore giovanile del Twente, debutta in prima squadra il 9 gennaio 2021 in occasione dell'incontro di Eredivisie vinto 4-1 contro l'Emmen.

## Statistiche
Statistiche aggiornate al 21 febbraio 2021.

### Presenze e reti nei club
| Stagione        | Squadra         | Campionato      | Campionato | Campionato | Coppe nazionali | Coppe nazionali | Coppe nazionali | Coppe continentali | Coppe continentali | Coppe continentali | Altre coppe | Altre coppe | Altre coppe | Totale | Totale | Totale |
| Stagione        | Squadra         | Comp            | Pres       | Reti       | Comp            | Pres            | Reti            | Comp               | Pres               | Reti               | Comp        | Pres        | Reti        | Pres   | Reti   |        |
| --------------- | --------------- | --------------- | ---------- | ---------- | --------------- | --------------- | --------------- | ------------------ | ------------------ | ------------------ | ----------- | ----------- | ----------- | ------ | ------ | ------ |
| 2020-2021       | Twente          | ED              | 11         | 1          | CO              | 0               | 0               |                    | -                  | -                  |             | -           | -           | 11     | 1      |        |
| 2021-2022       | Twente          | ED              | 27         | 3          | CO              | 3               | 0               |                    | -                  | -                  |             | -           | -           | 30     | 3      |        |
| 2022-2023       | Twente          | ED              | 24         | 0          | CO              | 1               | 2               | UECL               | 4                  | 1                  |             | -           | -           | 29     | 3      |        |
| 2023-2024       | Twente          | ED              | 33         | 7          | CO              | 1               | 0               | UECL               | 6                  | 2                  |             | -           | -           | 40     | 9      |        |
| 2024-2025       | Twente          | ED              | 19         | 2          | CO              | 2               | 0               | UCL+UEL            | 2+7                | 0+2                |             | -           | -           | 30     | 4      |        |
| Totale carriera | Totale carriera | Totale carriera | 114        | 13         |                 | 7               | 2               |                    | 19                 | 5                  |             | -           | -           | 140    | 20     |        |